# Снегирёв, Владимир Фёдорович
Владимир Фёдорович Снегирёв (1847—1916/1917) — русский врач-гинеколог, доктор медицины, заслуженный профессор Московского университета, один из основоположников отечественной гинекологии.

## Биография

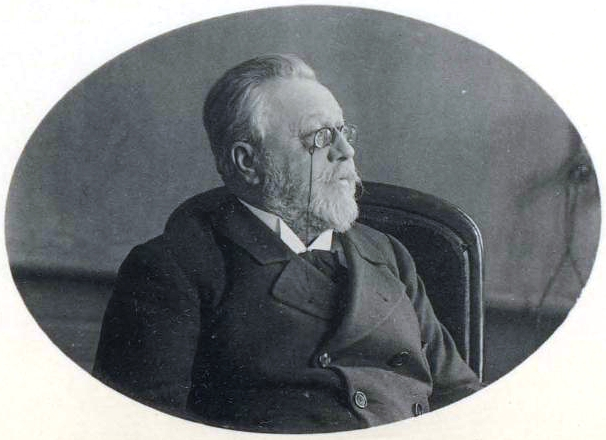
В. Ф. Снегирёв, 1911

Родился в Москве 27 июня (9 июля) 1847 года в семье чиновника. Рано остался без родителей. Оставшись сиротой, был отдан в Воспитательный дом, поступил в гимназию, однако вскоре был переведён в Штурманское училище в Кронштадте (август 1857). Ходил на пароходо-фрегате «Смелый» матросом. В октябре 1864 уволился из училища, вернулся в Москву и стал готовиться к экзаменам в Московский университет. Поступил на медицинский факультет (1865).
В 1870 году Снегирёв окончил университетский курс со званием лекаря с отличием и стал работать прозектором в Старо-Екатерининской больнице. Также он работал в Яузской больнице для чернорабочих и в Московском родовспомогательном заведении. В 1873 году получил степень доктора медицины за диссертацию «Об определении и лечении позадиматочного кровоизлияния» и был командирован для стажировки за границу; посетил университеты Германии, Англии, Франции.
С 1874 года — доцент по кафедре женских болезней, с 1884 года — экстраординарный профессор, с 1896 — ординарный профессор кафедры акушерства, женских и детских болезней с клиникою медицинского факультета Московского университета.
Летом обычно уезжал на свою дачу близ села Фомищево в Алексинском уезде Тульской губернии, где оперировал в специально выстроенных для этого бараках.
В 1896 году Владимир Фёдорович Снегирёв организовал и стал первым директором первого института для усовершенствования гинекологов (на Девичьем поле). По инициативе Снегирёва гинекологию стали преподавать как самостоятельную дисциплину. По его же инициативе была открыта первая гинекологическая клиника (1889) и гинекологический институт для усовершенствования врачей (1896), руководителем которого он состоял до конца жизни.
Заслуженный профессор Московского университета (1899). Почётный член Московского университета (1916).
Жил на Плющихе; его дом на Девичьем поле признан памятником культурного наследия федерального значения. На фотографии не дом В.Ф Снегирёва, это соседнее здание.

## Научный вклад
В. Ф. Снегирёв создал крупную школу гинекологов (А. П. Губарев и др.). Для школы Снегирёва характерно рассмотрение гинекологических болезней как заболеваний всего организма, в его связи с окружающей средой, а не как обособленных заболеваний половой системы.
Основной вклад Снегирёва в области оперативной гинекологии заключается в разработке ряда новых методов удаления яичников и матки, фиксации влагалища при его опущении и выпадении и т.п., а также лечения пороков развития женских половых органов. Снегирёв написал получившее мировое признание и первое в России фундаментальное руководство по гинекологии «Маточные кровотечения», впервые изданное в 1884 году. Врачи называют этот труд «энциклопедией гинекологии». Он написал капитальный труд «Новое кровоостанавливающее средство — пар» (1894) и первым ввёл в медицинскую практику использование пара как кровоостанавливающего средства при операциях на богатых кровью органах, например печени.

### Труды

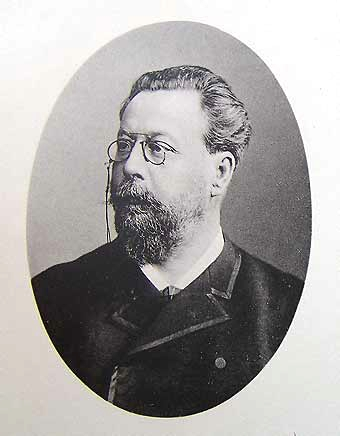
Владимир Фёдорович Снегирёв

Основные труды посвящены вопросам маточных кровотечений, овариотомий, операций фибромы, перевязки маточных артерий и др. Снегирёв был блестящим хирургом; предложил ряд новых операций и оперативных приёмов и вместе с этим уделял большое внимание консервативным методам лечения женских болезней.
- О новом способе оперативного лечения фиброидов матки // «Московская медицинская газета». — 1875
- Маточные кровотечения, их этиология, диагностика, терапия с изложением метода исследования женских половых органов. — М.: тип. Л.Ф. Снегирева, 1884. — [4], VII, [5], 683, 17 с., 3 л. ил. (др. изд. — в 1895, 1900 и 1907 гг.)
- Новый способ образования искусственного влагалища. Ответ на ст. А. Н. Соловьева «О хирургических увлечениях в гинекологии». — М., 1892;
- Клинические лекции по женским болезням, читанные в 1897/8 ак. г. / Проф. В. Ф. Снегирев; Сост. студ. Н. Лежневым и В. Гейном; Под ред. Д. Л. Чернеховского. — М.: т-во скоропеч. А.А. Левенсон, 1899. — [2], 170 с. (2-е изд. — 19050
- О целебном действии рентгеновских лучей, радия и мезотория на доброкачественные и злокачественные новообразования. — М.: тип. «Русских ведомостей», 1913. — 24 с.

## Память
Имя Снегирёва присвоено клинике акушерства и гинекологии 1-го Московского медицинского института (1889), возле которого ему установлен памятник, старейшему роддому России в Санкт-Петербурге (ныне родильный дом № 6) и районной больнице в г. Алексине Тульской области.